# František Kloz
František Kloz (né le 19 mai 1905 à Mlékosrby en Autriche-Hongrie et mort le 13 juin 1945 à Louny en Tchécoslovaquie) est un joueur et entraîneur de football tchèque.

## Biographie
Kloz a joué la plupart de sa carrière pour le SK Kladno, où il a en tout inscrit 175 buts en 192 matches dans le championnat de Tchécoslovaquie de football (172 pour Kladno, 3 pour Slavia), devenant le meilleur buteur du championnat en 1930 et 1937.
Il a également joué en international avec l'équipe de Tchécoslovaquie, entre 1929 et 1937 - 10 matchs en tout pour 6 buts.
En mai 1945 Kloz, en arrive à combattre contre l'occupation nazie, et est sérieusement blessé. Il meurt quelques jours plus tard à l'hôpital de Louny.
Kloz est à ce jour l'un des joueurs les plus célèbres de l'histoire du club du SK Kladno. Le stade de l'équipe, le Stadion Františka Kloze fut appelé ainsi en son honneur.